# حادثة روفر

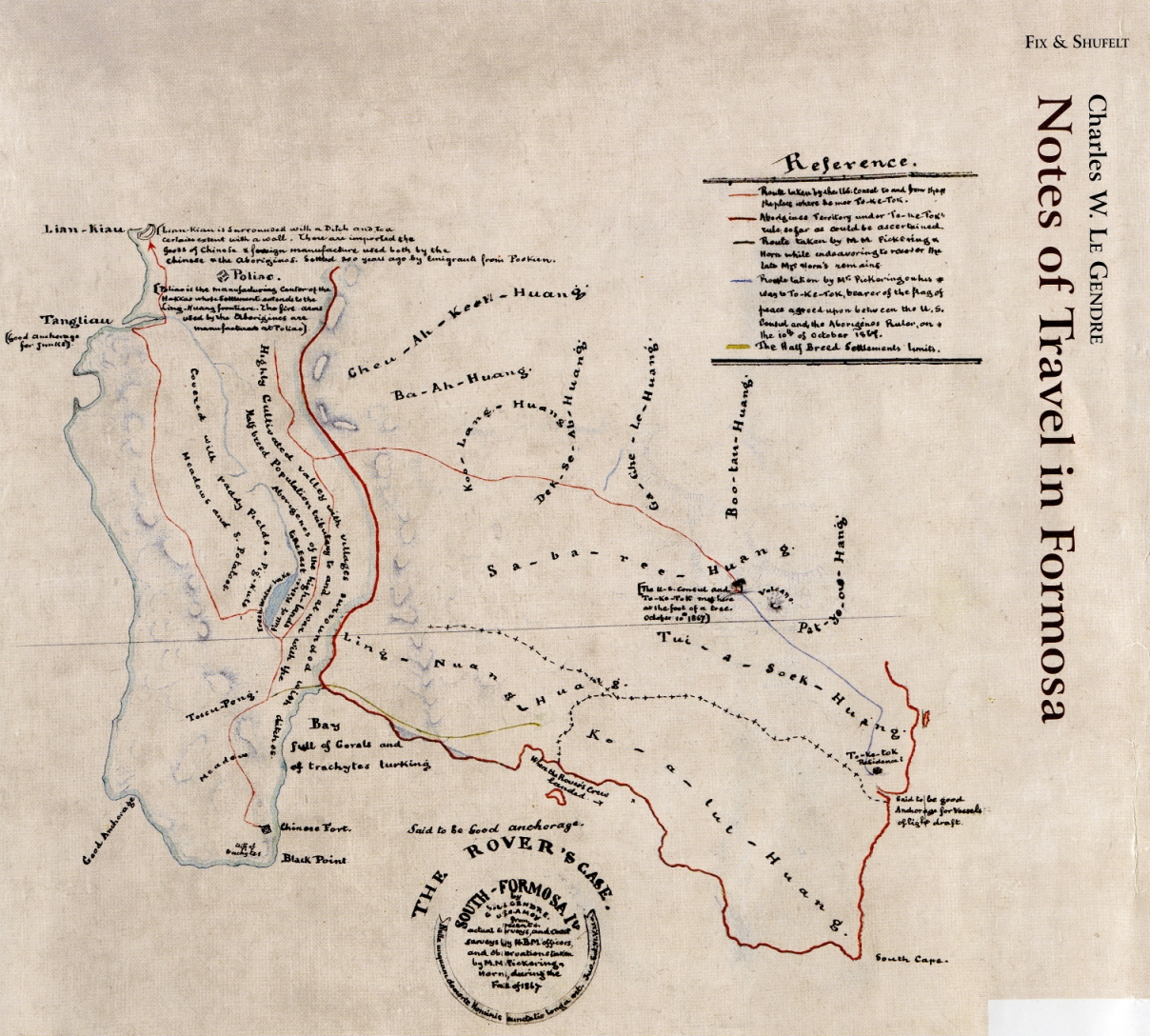

وقعت حادثة روفر (بالإنجليزية: Rover Incident، وبالصينية: 羅發號事件) بتاريخ 12 مارس عام 1867 حين تحطمت سفينة روفر التجارية الأمريكية قبالة سواحل جزيرة فورموزا (الآن تايوان) وهي في طريقها من شانتو إلى نيوتشوانغ حيث اصطدمت السفينة بشعاب تشيشنغيان (七星岩) المرجانية الواقعة بالقرب من رأس أولانبي، وهكذا أبحرت السفينة إلى منطقة كنتينغ. قام السكان الأصليين التايوانيين بقتل البحَّارة الأمريكيين الذين كانوا على متن السفينة، انتقاماً لمجموعة من أفراد قبيلة «كوالوت» كانوا قد قُتِلوا على يد أجانب آخرين فيما مضى. وقررت القوات المسلحة الأمريكية على أثر ذلك إرسال بعثة عسكرية لمحاسبة أفراد القبيلة المتورطين في قتل رعاياها.

## ردة الفعل الأمريكية
سارع القنصل الأمريكي في مدينة شيامن تشارلز ويليام لي غيندره (1830 – 1899) إلى السفر إلى ميناء فوتجو الواقع جنوب شرقيّ الصين عقب تحطم سفينة روفر التجارية الأمريكية وما تبِعهُ من مقتل الناجين من طاقمها على يد مجموعة من السكان الأصليين. وصلَ تشارلز ويليام لي غيندره إلى فوتجو يوم 2 أبريل عام 1867، وكان هدفه من الرحلة إقناع الجنرالات الحاكمة على مقاطعتيّ فوجيان وتشيجيانغ بالتدخل والضغط على السلطات الصينية في تايوان للتوصل إلى حل للمسألة. أذِنَ الجنرال الحاكم على مقاطعة فوجيان للقنصل الأمريكي بالسفر إلى تايوان بنفسه، وكتبَ لهُ رسالة تقديمية ليصطحبها معه إلى حاكم تايوان، حيث طلبَ الجنرال الحاكم منهُ في الرسالة التعاون مع القنصل الأمريكي ولكنه أضاف أيضاً في الرسالة أنه «في حال أتخذَ القنصل إجراءات من أجل تولي القضية بنفسه فرجاءً أطلب منهُ أن لا يقوم بذلك، هذا لأن هؤلاء الهمج قد يوقعونهُ بمتاعب أكثر يظنها.» كلَّف القنصل لي غيندره الباخرة الأمريكية «آشولوت» تحت أمرة وقيادة الكابتن جون كارسون فبيغر بالتوجه إلى موقع تحطم السفينة المنكوبة بغية محاولة إقناع المسؤولين في تايوانفو (عاصمة محافظة تايوان) لإتخاذ التدابير اللازمة. وبالفعل فقد وصل الكابتن جون فبيغر إلى عاصمة الجزيرة يوم 18 أبريل دون نجاح مهمته بإقناع المسؤولين المحليين وانتهائها بالفشل. وعاد القنصل لي غيندره إلى تايوان مجدداً دون الحصول على أي توجيه من رؤسائه، وجاء ذلك بعد فشل بعثة عقابية تالية شنَّها الأدميرال هنري هايوود بيل من البحرية الأمريكية. وأكد القنصل خلال زيارته هذه إلى تايوان على السلطة القنصلية للولايات المتحدة، وعيَّنَ مستشاراً قنصلياً لشمال تايوان، وزار مناجم كيلونغ، وجمع معلومات من التجار الأمريكيين.
نزل إلى اليابسة يوم 19 يونيو مائة وواحد وثمانين ضابطاً وبحَّاراً ومشاة بحرية تحت قيادة جورج بيلكناب من سفينة «يو إس إس هارتفورد» برفقة القائد الملازم ألكسندر سليدل ماكينزي وهو الملازم برتبة القائد الثاني للأسطول، وكان معهم مؤن ومياه تكفيهم أربعة أيام. كان من المحال تقريباً إجراء عمليات في وضح النهار في ظل الحرارة الشديدة حتى أن العديد أصيبوا بضربة شمس. وظل الهمج القبليين الذين تمركزوا خلف الصخور في موقعٍ داخل الأدغال وغيرها من الأماكن الغير ظاهرة للعيان يطلقون النار بكثافة على خصومهم كلما ظهروا. أصيب الملازم ماكينزي بجرح مميت في صدره جراء نيران العدو. وأُجبرت القوة الأمريكية على الانسحاب والتراجع إلى السفن في خضم بعض الارتباك الذي أصابها، وسرعان ما غادرت الجزيرة.

## مزيد من القراءة
- Davidson، James W. (1903). "Chapter IX: Wrecks and Outrages on Navigators. 1848–1867". The Island of Formosa, Past and Present : history, people, resources, and commercial prospects : tea, camphor, sugar, gold, coal, sulphur, economical plants, and other productions. London and New York: Macmillan. OL:6931635M. مؤرشف من الأصل في 2022-10-04.